# 次郎柿
次郎柿、治郎柿 (じろうがき) は甘柿の品種の1つである。

## 特徴
四角い形が特徴の完全甘柿の一種である。「富有はあごで食べ、次郎は歯で食べる」といわれるほど歯応えのある果実を着ける。収穫期は富有（富有柿）に比べて早く10月中旬から11月中旬である。

## 生産
2011年（平成23年）の統計では栽培面積は、日本全国で962haで、愛知県が346ha、三重県が178ha、静岡県が134haである。特に愛知県豊橋市は同年の統計で栽培面積236haとなっており日本一である。
愛知県では1907年（明治40年）頃から桑畑で植栽されるようになり、豊橋市では1912年（大正元年）に石巻村（現石巻小野田町）で初めて苗木が植えられた。
明治中期に浜松市の大平地区に導入され、昭和初期に足立静六が商品化に成功した。その後、同区の赤佐地区や中瀬地区にも産地が広がり、旧浜北区北部一帯が次郎柿の産地となった。

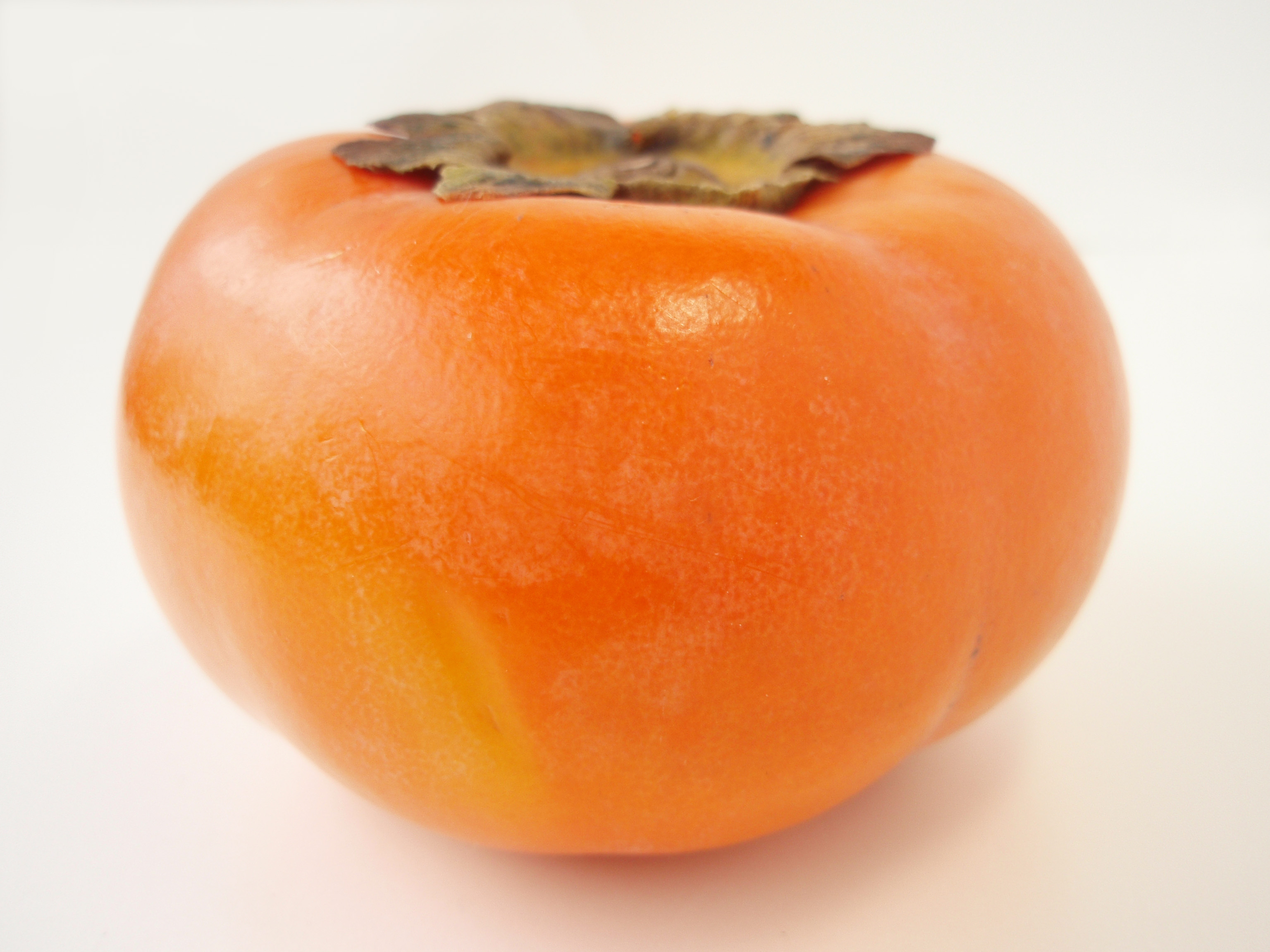
次郎柿
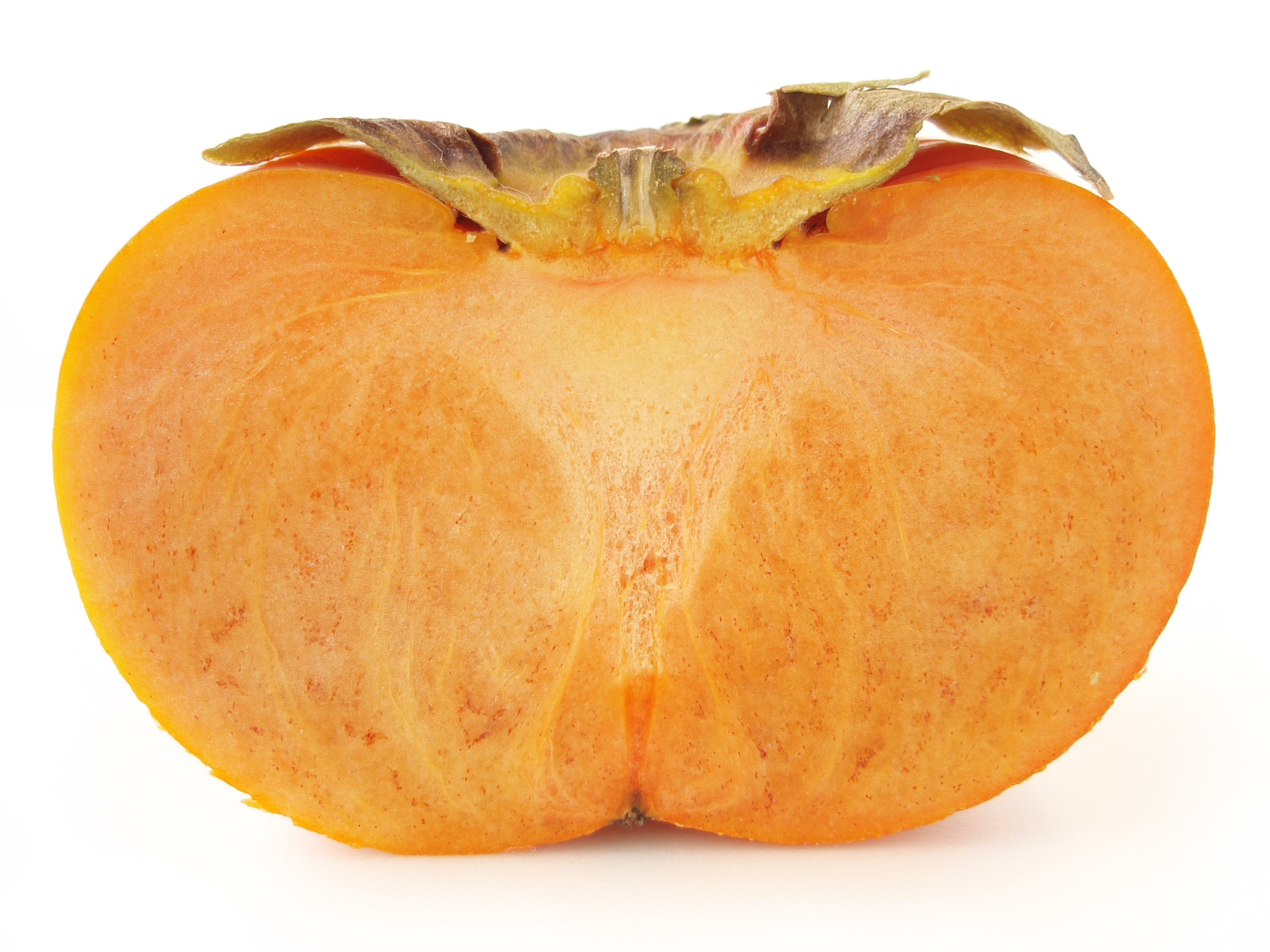
次郎柿の断面

## 由来

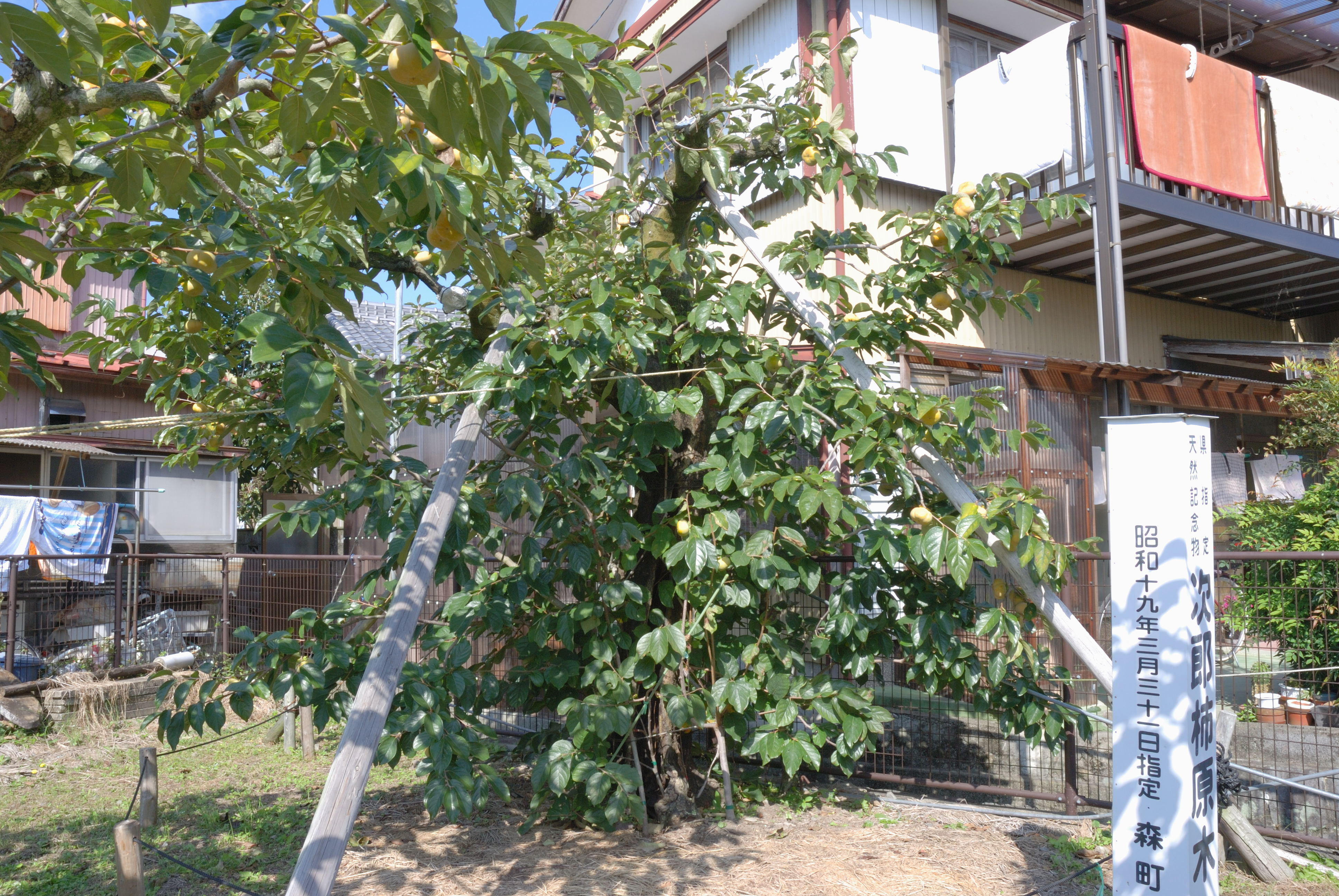
次郎柿の原木

1844年（弘化元年）、静岡県周智郡森町の松本治郎吉（松本治郎）が太田川で見つけた幼木を自宅に持ち帰り植えたのがはじまりといわれる。
原木は1869年（明治2年）に火災に遭ったが、翌年再び芽を出し現存する。

## 皇室献上
1908年（明治41年）、明治天皇の静岡行幸時に次郎柿が献上された。森町の次郎柿は以降ほぼ毎年秋に皇室に献上されている。